# Andrzej Liczik
Andrzej Liczik (ur. 4 marca 1977 w Teodozji) − polski bokser amatorski pochodzący z Ukrainy. Mistrz Polski (2003) oraz brązowy medalista mistrzostw Europy (2004) w wadze koguciej, a także czterokrotny mistrz Polski w wadze piórkowej (2005−2007, 2010), trener bokserski.

## Sportowa kariera
Urodził się na Krymie ze związku Białorusina i Rosjanki. Do Polski przybył w 1998 roku, aby walczyć w barwach Imexu Jastrzębie, a potem Victorii Jaworzno. W 2001 i 2002 roku wygrał Turniej im. Feliksa Stamma w wadze koguciej (54 kg).
9 maja 2002 roku otrzymał polskie obywatelstwo. Dwa miesiące później, już jako reprezentant Polski, wziął udział w mistrzostwach Europy w Permie. Mimo że był uznawany za faworyta do medalu, odpadł po pierwszej walce, przegrywając z Gruzinem Oczigawą. Bez powodzenia startował również na mistrzostwach świata w Bangkoku, gdy w 1. rundzie zdecydowanie uległ na punkty obrońcy tytułu, Kubańczykowi Guillermo Rigondeaux (1:15). We wrześniu 2003 roku, walcząc dla Victorii Jaworzno, zdobył swój pierwszy tytuł indywidualnego mistrza Polski (w wadze koguciej).
Pod koniec 2003 roku związał się z klubem Hetman Białystok, którego barwy reprezentował aż do zakończenia kariery. W lutym 2004 roku osiągnął największy sukces w karierze, gdy podczas mistrzostw Europy w Puli zdobył brązowy medal w wadze koguciej. Dzięki temu zdobył również kwalifikację na igrzyska olimpijskie w Atenach. W pierwszej rundzie olimpijskiego turnieju miał wolny los, a w drugiej zmierzył się z brązowym medalistą mistrzostw świata, Bahodirem Sultonovem. Liczik przegrał przed czasem, gdy sędzia zatrzymał pojedynek ze względu na zbyt dużą przewagę Uzbeka (RSCOS-2).
Po igrzyskach Liczik przeszedł do wagi piórkowej (57 kg). W tej kategorii był czterokrotnie mistrzem (2005-2007, 2010) i dwukrotnie wicemistrzem (2004, 2009) Polski, a także trzykrotnie tryumfował w Turnieju im. Feliksa Stamma (2006, 2007, 2010). Był ówcześnie uznawany za jednego z najlepiej wyszkolonych technicznie polskich bokserów.
Poza zdobyciem w 2005 roku brązowego medalu mistrzostw Unii Europejskiej, nie odnosił jednak sukcesów na arenie międzynarodowej − nie wystąpił już na mistrzostwach świata, a na mistrzostwach kontynentu w 2006 i 2010 roku odpadał po pierwszej walce.
W marcu 2011 roku w Koninie został wicemistrzem Polski w wadze lekkiej (60 kg). Po turnieju 34-letni Liczik ogłosił zakończenie zawodniczej kariery.

## Własny klub bokserski i praca trenerska
21 października 2013 w Białymstoku Liczik i Krzysztof Zimnoch otworzyli własny klub bokserski Golden Boxing Białystok.
Zawodnicy, których trenował, to m.in.:   Krzysztof Zimnoch, Kamil Szeremeta, Piotr Gudel, Michał Cieślak, Artur Szpilka, Jordan Kuliński, Michał Syrowatka, Sasha Sidorenko.